# Akala
Ки́нгсли Джеймс Да́ли (англ. Kingslee James Daley, род. в декабре 1983 года}), более известный как Akala [Акала] — британский рэпер.
Akala — младший брат певицы Ms. Dynamite. Его музыка находится в ротации таких британских радиостанций и телеканалов как BBC Radio 1, Channel U TV, Choice FM, Kiss 100 and BBC 1Xtra. Несмотря на то что он считает себя чёрным ямайского происхождения и говорит о проблемах чёрного общества, его мать из Шотландии, она вырастила его в одиночку после того, как отец оставил семью. Его псевдоним — буддийский термин, в переводе — «недвижимый».
Одно из его первых значимых выступлений произошло в Лондоне вместе с сестрой, Ms. Dynamite, на фестивале Live 8 в июле 2005 года.
Релиз его первого альбома, It’s Not a Rumour, состоялся 1 мая 2006 года. В сентябре 2006 года он получил награду Mobo Award как лучший хип-хоп исполнитель за свой дебютный альбом It’s Not A Rumour. Эта награда вызвала много дискуссий, так как Akala победил лидера хит-парада The Game.
В ноябре 2006 года Akala выступал на разогреве у Кристины Агилеры во время её тура Back to Basics Tour по Великобритании. Также в декабре 2006 года он разогревал DJ Shadow перед его выступлением в Брикстоне, в зале Carling Academy Brixton, Jay-Z и Ричарда Эшкрофта.
Akala даёт концерты не только в родной Великобритании. Он также выступил в Нигерии и во Вьетнаме, где отыграл первый в истории этой страны хип-хоп концерт.
В песне «Shakespeare» Akala использует семпл из песни «Loneliness» исполнителя Tomcraft, в песне «This Is London» используется семпл из песни классиков панка группы The Clash «London Calling».

## Дискография

### Альбомы
It’s Not A Rumour (релиз 1 мая 2006 года)
синглы с альбома:
- «Roll Wid Us»
- «Bullshit»
- «The Edge»
- «Shakespeare»

Freedom Lasso (релиз 1 октября 2007 года)
синглы с альбома:
- «Bit By Bit»
- «Electro Livin'»

### Синглы
- «Welcome To England» (2003)
- «War» (2004)
- «Roll Wid Us» (16 мая, 2005)
- «Bullshit» (24 октября, 2005)
- «The Edge» (совместно с Niara)(10 апреля, 2006)
- «Dat Boy Akala»
- «Shakespeare» (3 июля, 2006)
- «Bit By Bit» (17 сентября, 2007)
- "Comedy Tragedy history (7 апреля 2008)